# Lophocyclus passus
Lophocyclus passus är en mångfotingart som beskrevs av Loomis 1936. Lophocyclus passus ingår i släktet Lophocyclus och familjen Sphaeriodesmidae. Inga underarter finns listade i Catalogue of Life.